# Volaiville
Volaiville (en wallon : Vlêvèye) est un village de la commune belge de Léglise, dans la province de Luxembourg.
Avant la fusion des communes de 1977, il appartenait à l'ancienne commune de Witry, comme les villages de Traimont et Winville.

## Situation
Volaiville se situe principalement sur la rive gauche et le versant ouest en pente douce de la Moyémont, un petit ruisseau qui rejoint bientôt la Sûre au nord du village. Bien protégée des vents dominants d'ouest par une colline herbeuse culminant à 475 m, la localité se trouve à quelques hectomètres à l'ouest de la route nationale 848. Elle avoisine les villages de Winville implanté au nord-est, Witry situé plus au sud et Traimont au sud-ouest.

## Description
La couleur blanche domine dans ce village de caractère aux nombreuses anciennes fermes en long bâties en moellons de schiste blanchis. Les constructions plus récentes en bloc ou recouvertes de crépi ont aussi, pour la plupart, adopté la couleur blanche donnant au village une belle harmonie de ton.

## Patrimoine
L'église dédiée à Saint Hubert a été construite en 1871 par l'architecte Jamot dans un style néo-gothique à l'emplacement d'une chapelle qui existait en 1627. Elle n'est pas blanche comme la plupart des habitations du village mais de couleur beige.
Au sud du village, sur la route menant à Witry, se dresse une petite chapelle blanchie dont la porte d'entrée en arc brisé est surmontée d'une croix déposée sur la tête d'un cerf peint.